# Quantum 2
Le Quantum 2 est un gratte-ciel résidentiel de 160 mètres de hauteur construit de 2005 à 2008 à Toronto au Canada.
L'immeuble fait partie du complexe Minto Midtown qui comprend également un autre gratte-ciel le Quantum haut de 126 mètres. Le promoteur du complexe est la société Minto Developments.
Le bâtiment qui comprend 9 ascenseurs et 538 logements a été conçu par l'agence d'architecture SOM qui a conçu l'immeuble en prenant fortement en compte l'aspect environnemental. (certification LEED équivalent à la HQE (Haute Qualité Environnementale française).